# Micoperi
Die Micoperi Srl, auch Micoperi Marine Contractors, ist ein italienischer Dienstleister der vorwiegend in der Offshore- aber auch in der Onshore-Industrie tätig ist. Der Hauptsitz von Micoperi ist in Ravenna. Des Weiteren unterhält das Unternehmen einen Stützpunkt in Ortona, welcher als Logistikzentrum und Wartungsbasis fungiert.

## Unternehmensgeschichte
Micoperi wurde 1946 als Bergungsunternehmen gegründet, um Schifffahrtswege von Schiffswracks zu befreien, die während des Zweiten Weltkrieges gesunken sind. Nachdem die Aktivitäten im Mittelmeer abnahmen, spielte das Unternehmen eine wichtige Rolle im Räumen des Sues-Kanals.
Ende der 1980er-Jahre kam das Unternehmen durch den Rückgang von Aufträgen, die durch den niedrigen Ölpreis ausgelöst wurde, in finanzielle Probleme. Das Unternehmen wurde daraufhin umstrukturiert und Micoperi war gezwungen, viele seiner großen Schiffe, wie die Pearl Marine oder die Saipem 7000, der zweit-leistungsfähigste Schwimmkran der Welt, zu verkaufen.
1996 wurde Micoperi von der Protan Gruppe, die ebenfalls in Ravenna beheimatet ist, übernommen. Protan ist seit 1962 als einer der Hauptauftragnehmer des italienischen Energiekonzerns Eni tätig.

## Produkte und Aktivitäten

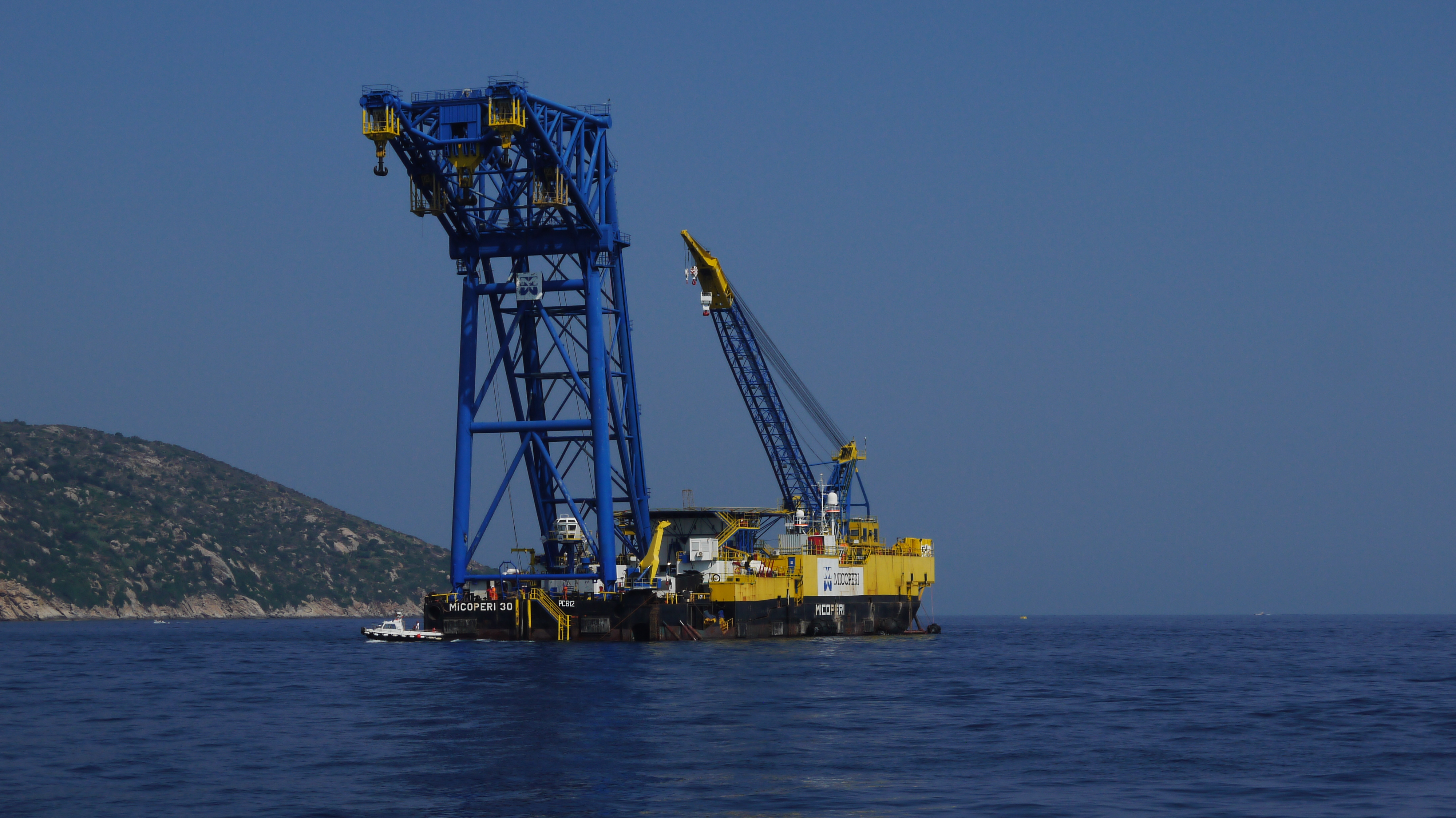
Kranschiff „Micoperi 30“ vor Giglio

### Geschäftsfelder
- Erstellung, Transport und Installation von Offshorebauwerken
- Verlegen von Gas und Öl-Pipelines auf See
- Herstellung und Installation von Anlegebrücken und Hochseeterminals
- Bau von Häfen, Piers und Wellenbrechern
- Forschung und Studien für Tiefsee-Projekte[2]

### Geschäftsregionen
Die Hauptregionen, in denen das Unternehmen heute tätig ist, sind das Mittelmeer, Südostasien und in Westafrika hauptsächlich vor Nigeria.

## Entführung der Buccaneer durch Piraten
Im April 2009 erlangte das Unternehmen eine breite internationale Medienresonanz, als der Schlepper Buccaneer (deutsch „Freibeuter“) gekapert wurde. Der Schlepper von Micoperi befand sich auf dem Weg von Singapur nach Sues, als er am 11. April 2009 im Golf von Aden in die Gewalt von somalischen Piraten kam. Die Besatzung des 75-m-Schiffes bestand aus zehn Italienern, fünf Rumänen und einem Kroaten. Die Besatzung des Schiffes und das Schiff selbst wurden am 10. August 2009 schließlich freigelassen.

## Bergung derCosta Concordia
Im April 2012 erhielt ein Konsortium aus Titan Salvage und Micoperi den Zuschlag für die Bergung der Costa Concordia, die im Januar 2012 vor der Insel Giglio auf ein Riff gelaufen und infolgedessen vor der Insel auf Grund gegangen war. Aufgrund der Lage des Wracks im Nationalpark direkt vor der Insel soll das Schiff vor Ort mit Hilfe von Schwimmkörpern aufgerichtet und am Stück abtransportiert werden. Die Bergung ist die größte je vorgenommene Operation dieser Art. Die Kosten werden sich voraussichtlich auf ca. 400 Millionen Euro belaufen.